# Charlie Savala
Pour les articles homonymes, voir Savala.
Pas d'image ? Cliquez ici

a Compétitions nationales et continentales officielles uniquement.

Dernière mise à jour le 2 janvier 2025.
Charlie Savala, né le 21 avril 2000 à Sydney (Australie), est un joueur australien de rugby à XV jouant principalement au poste de demi d'ouverture aux Northampton Saints.

## Biographie
Charlie Savala naît à Sydney en Australie et est d'origine écossaise par son père né à Ayr. Il commence par jouer au rugby à XIII et fait même partie du centre de formation des Sydney Roosters,.
En 2020, il est recruté par la sélection provinciale de rugby à XV d'Édimbourg Rugby.
Au mois de mars 2023, il est sélectionné pour la première fois en équipe d'Écosse pour participer au Tournoi des Six Nations. Toutefois, il ne dispute aucun match dans la compétition.
Avec l'arrivée de Ben Healy, il joue moins durant sa troisième saison et décide alors de quitter Édimbourg Rugby.
Il est ensuite transféré aux Northampton Saints où il est en concurrence avec Fin Smith pour la place de titulaire à l'ouverture. Il arrive d'abord en prêt puis son transfert devient définitif à partir de la saison 2024-2025,.